# Вальтер Аренсібія
Вальтер Аренсібія Родрігес (нар. 21 липня 1967, Ольгін) — кубинський шахіст i шаховий тренер (тренер ФІДЕ від 2005 року), гросмейстр.

## Шахова кар'єра
1985 року переміг на чемпіонаті Куби серед юнаків. У 1986 році здобув звання чемпіона світу серед юнаків, а також звання чемпіона Куби. 1989 року здобув срібну медаль чемпіонату країни, крім того у 1990 році впродовж кількох місяців підняв свій рейтинг на 130 пунктів (до 2555), перемігши на чемпіонаті Куби (вдруге у кар'єрі), меморіалі Капабланки у Гавані (разом з Аделькісом Ремоном Гаєм) i зональному турнірі. За ці три досягнення ФІДЕ надала йому звання гросмейстера. Двічі брав участь у міжзональних турнірах (відбору до чемпіонату світу), 1990 року (в Манілі) i 1993 (у Білі). 2005 року взяв участь у кубку світу, де в 1-му колі поступився Іллі Сміріну.
До інших його успіхів в особистому заліку належать, зокрема:
- посів 2-ге місце в Медельїні (1987, позаду Алонсо Сапати),
- посів 3-тє місце в Баямо (1990, позаду Алонсо Сапати i Юрія Яковича),
- посів 1-ше місце в Гавані (1993),
- поділив 1-ше місце в Андоррі (1995, разом з Левом Псахісом, Міхаїлом Маріном, Антоніо Антунішем i Властімілом Янсою)
- посів 2-ге місце в Сьєнфуегосі (1996, меморіал Капабланки, за Ентоні Майлсом),
- поділив 2-ге місце в Барберзі (1996, позаду Вадима Звягінцева, разом із, зокрема, Амадором Родрігесом),
- поділив 1-ше місце в Таррасі (1998),
- поділив 2-ге місце в Сан-Сальвадорі (1998, зональний турнір, позаду Хуліо Бесерра Ріверо, разом з Алонсо Сапатою),
- поділив 2-ге місце в Мериді (1999, Меморіал Карлоса Торре, за Ентоні Майлсом),
- посів 2-ге місце в Санта-Кларі (2000, меморіал Гільєрмо Гарсії Гонсалеса [турнір B], позаду Леньєра Домінгеса)
- посів 2-ге місце у Варадеро (2000, меморіал Капабланки, позаду Олександра Волжина),
- поділив 2-ге місце в Санта-Кларі (2001, меморіал Гільєрмо Гарсія Гонсалеса, за Юрі Гонсалесом Відалем, разом з Рейнальдо Верою),
- поділив 1-ше місце в Торонто (2002, разом з Марком Блювштейном, Дмитром тьомкіним i [Шульман Юрій Маркович|Юрієм Шульманом]]),
- поділив 2-ге місце в Гвелфі (2002, позаду Миколи Легкого),
- поділив 1-ше місце в Санта-Кларі (2003, меморіал Гільєрмо Гарсія Гонсалеса [турнір B], разом з Хейккі Калліо),
- поділив 2-ге місце в Монреалі (2004, турнір B, позаду Александра Лесьєжа, разом з Віктором Михалевським),
- посів 1-ше місце в Гуаякілі (2005, зональний турнір),
- поділив 1-ше місце в Кіченері (2006, турнір Canadian Open, разом з Абгіджітом Кунтою),
- поділив 1-ше місце в Гавані (2006, турнір open меморіалу Капабланки, разом з Фіделем Корралесом Хіменесом),
- посів 1-ше місце в Санта-Кларі (2007, відкритий чемпіонат Куби),
- поділив 1-ше місце в Санта-Кларі (2007, меморіал Гільєрмо Гарсія Гонсалеса, разом із, зокрема, Юньєскі Кесадою Пересом, Чабою Хорватом i Неурісом Дельгадо Раміресом).

У 1986–2006 роках дев'ять разів представляв Кубу на шахових олімпіадах, також чотири рази (1993, 1997, 2001, 2005) взяв участь у командних чемпіонатах світу, у 2005 році здобувши бронзову медаль в особистому заліку на 5-й шахівниці.
Найвищий рейтинг Ело дотепер мав станом на 1 січня 2008 року, досягнувши 2573 пункти посідав тоді 4-те місце серед кубинських шахістів.

## Зміни рейтингу
| На цьому місці має відображатися графік чи діаграма, однак з технічних причин його відображення наразі вимкнено. Будь ласка, не видаляйте код, який викликає це повідомлення. Розробники вже працюють для того, щоби відновити штатне функціонування цього графіка або діаграми. | |
| | На цьому місці має відображатися графік чи діаграма, однак з технічних причин його відображення наразі вимкнено. Будь ласка, не видаляйте код, який викликає це повідомлення. Розробники вже працюють для того, щоби відновити штатне функціонування цього графіка або діаграми. |